# 穂奈伊神社
穂奈伊神社（ほないじんじゃ）は、新潟県三条市にある神社である。

## 歴史
境内掲示によると、創建は戦後伐採した二本の大杉の年輪から想定しておよそ七百年前、鎌倉時代後期と考えられる。穂奈伊神社と改称したのは明治四十二年（1909年）でそれまで大字七ヶ所に分立していた七社を管理維持及び崇敬の実を挙げるために合祀した。もとは健御名方命をまつる諏訪社であり，社殿は石祠であったという。
「神社明細帳」（明治十六年）に「南蒲原郡下保内村字西ケ入　無格社・諏訪社」とある。

## 祭神
御祭神、合祀前の七社の御神徳（旧所在地）
- 建御名方命　本社と諏訪社（この地と新田）
- 倉稲魂命　稲荷社（中村）
- 速玉男命　熊野社（宮の浦）
- 底筒男命　住吉社（中央宗持）
- 大山祇命　山神社（中村）
- 大巳貴命　結社（赤坂）